# ハンタウイルス肺症候群

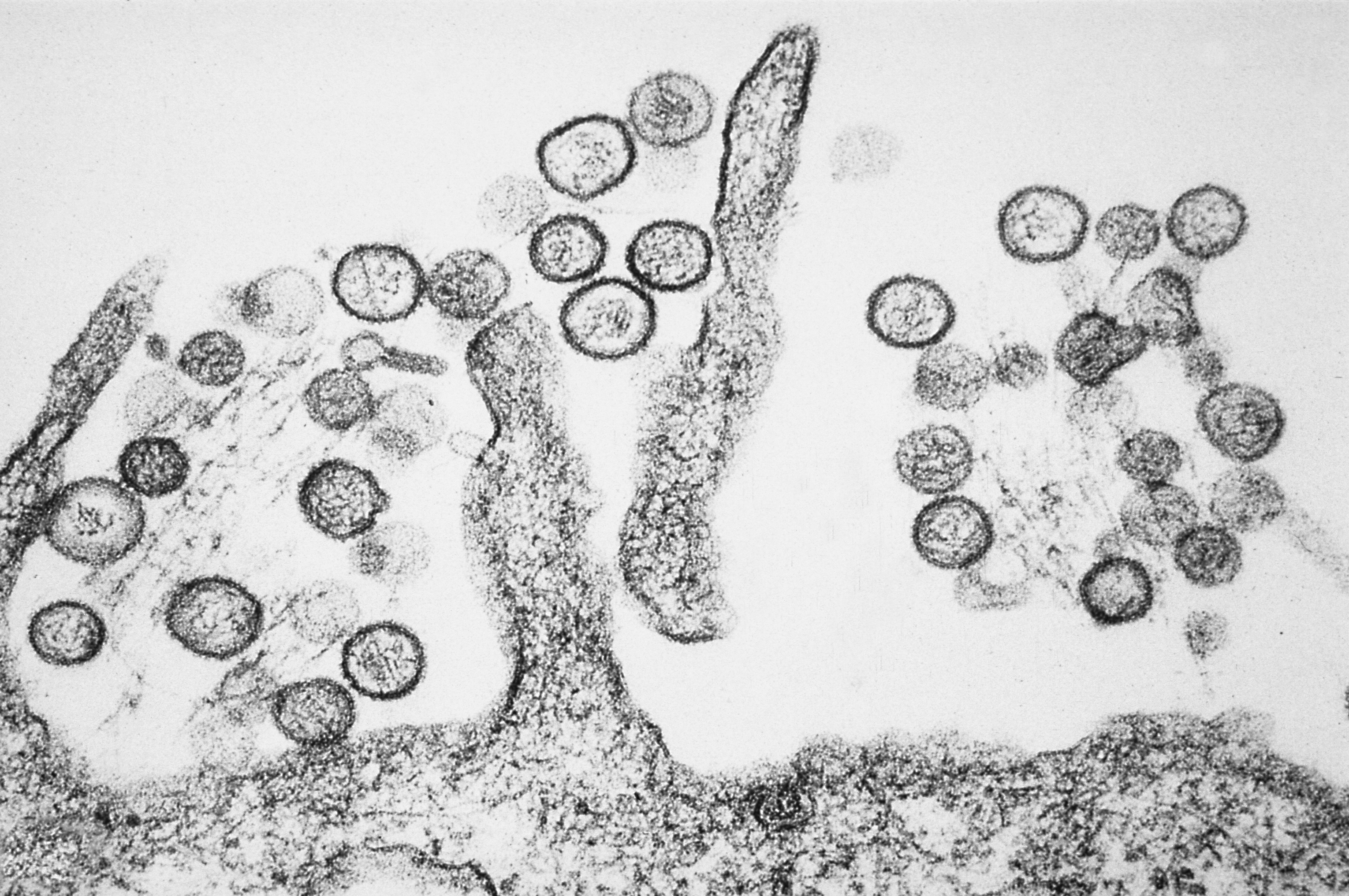
Sin Nombre virusの電子顕微鏡像

ハンタウイルス肺症候群（ハンタウイルスはいしょうこうぐん、英: Hantavirus Pulmonary Syndrome; HPS）、ハンタウイルス心肺症候群（ハンタウイルスしんぱいしょうこうぐん、英: Hantavirus Cardiopulmonary Syndrome; HCPS）は、南北アメリカ大陸に生息する齧歯類（キヌゲネズミ科のアメリカネズミ亜科 Sigmodontinae, ウッドラット亜科 Neotominae）を自然宿主とするハンタウイルス（新世界ハンタウイルス）によって引き起こされる疾患である。

## 概要
1993年にアメリカで初めてHPSの原因ウイルスであるSin Nombre virus（名無しウイルスという意味）が同定されて以来、2000名以上のHPS患者が報告されており、多くのHPS関連ハンタウイルスが見つかっている。原因ウイルスは、北アメリカ大陸では主にSin Nombre virus、南アメリカ大陸では主にAndes virusのグループである。
新世界ハンタウイルスの種によって病原性が異なり、基本的にはヒトからヒトへの感染は無く、ウイルスを保有した齧歯類からの感染であるが、南米のAndes virusのある株はヒト-ヒト感染を起こして問題となった。

## ウイルスの種類と致死率
ブニヤウイルス科ハンタウイルス属に属するハンタウイルスのうち、南北アメリカ大陸に存在する新世界ハンタウイルスの一部がHPSを引き起こす。
代表的な新世界ハンタウイルス
- Sin Nombre virus 40%
- Andes virus（ヒト-ヒト感染の報告がある）43-56%
- Laguna Negra virus 15%
- Black Creek Canal virus
- Bayou virus
- Rio Segundo virus（病原性不明）
- Cano Delgadito virus（病原性不明）

上記のもの以外にも、多くの新世界ハンタウイルスが種としてICTV（国際ウイルス分類委員会）に登録されている。

## 症状
初期症状は風邪の症状に似ており、発熱、筋痛、悪寒、嘔気、嘔吐、下痢、倦怠感がみられ、関節痛、背痛、胸痛、腹痛、咳、咽喉痛、頭痛などが見られることもある。
臨床的には以下の5つのフェーズに分けられている。
- 潜伏期
- 前駆症状期
- 心肺症状期（多くの患者がこの時期に死亡する）
- 利尿期
- 回復期

HPSは急激に症状が悪化することが知られており、肺水腫を伴う呼吸困難を引き起こす。最終的な死因は肺水腫ではなく、心原性ショックとされている。現在、ワクチンや有効な治療法は確立されておらず、対症療法にとどまる。

## 検査所見
検査所見としては血小板減少、白血球増加、血液濃縮が特徴的である。
Sin Nombre virus感染患者の病理学的検査により、肺、腎臓、心臓、脾臓、膵臓、リンパ節、骨格筋、腸、副腎、脂肪組織、膀胱、脳を含むさまざまな臓器にハンタウイルス抗原が分布していることが確認されている。